# Филиберт I (герцог Савойи)
Филиберт I (итал. Filiberto I di Savoia; 17 августа 1465, Шамбери — 22 сентября 1482, Лион) — герцог Савойский, князь Пьемонта с 1472 по 1482; по прозвищу Охотник. Сын Амадея IX, герцога Савойского и его жены Иоланды Французской.

## Биография
Филиберту было семь лет когда умер его отец, а мать взяла над ним регентство. В ходе Бургундских воин ей приходилось лавировать между альянсами Франции или Швейцарии. После смерти матери в 1478 году окружение молодого герцога пыталось переманить его на свою сторону чтобы захватить власть. Наконец его дяде Филиппу II удалось войти ему в доверие. Филиберт умер по невыясненным причинам после очередной охоты.
В 1474 году его мать сосватала его с Бьянкой Сфорца (1472—1510), детей у них не было. После смерти Филиберта Савойя перешла к его брату Карлу I, а вдова Бьянка вышла замуж за императора Максимилиана I.